# Eclectic
|  | No s'ha de confondre amb eclèctic. |

Eclectic és una població dels Estats Units a l'estat d'Alabama. Segons el cens del 2000 tenia 1.037 habitants.

## Demografia
Segons el cens del 2000, Eclectic tenia 1.037 habitants, 409 habitatges, i 280 famílies. La densitat de població era de 94,4 habitants/km².
Dels 409 habitatges en un 33,3% hi vivien nens de menys de 18 anys, en un 45,7% hi vivien parelles casades, en un 16,9% dones solteres, i en un 31,3% no eren unitats familiars. En el 29,1% dels habitatges hi vivien persones soles el 14,7% de les quals corresponia a persones de 65 anys o més que vivien soles. El nombre mitjà de persones vivint en cada habitatge era de 2,54 i el nombre mitjà de persones que vivien en cada família era de 3,14.
Per edats la població es repartia de la següent manera: un 30,1% tenia menys de 18 anys, un 6,4% entre 18 i 24, un 28,4% entre 25 i 44, un 19% de 45 a 60 i un 16,1% 65 anys o més.
L'edat mediana era de 36 anys. Per cada 100 dones hi havia 85,2 homes. Per cada 100 dones de 18 o més anys hi havia 79,9 homes.
La renda mediana per habitatge era de 30.906 $ i la renda mediana per família de 31.855 $. Els homes tenien una renda mediana de 29.554 $ mentre que les dones 18.162 $. La renda per capita de la població era de 14.131 $. Aproximadament el 20,5% de les famílies i el 25,5% de la població estaven per davall del llindar de pobresa.

## Poblacions properes
El següent diagrama mostra les poblacions més properes.